# Røbberholmane
Røbberholmane est une île norvégienne du comté de Hordaland appartenant administrativement à Kjerrgarden.

## Description
Rocheuse et désertique, elle s'étend sur environ 312 m de longueur pour une largeur approximative de 41 m. 